# Krisija Todorowa

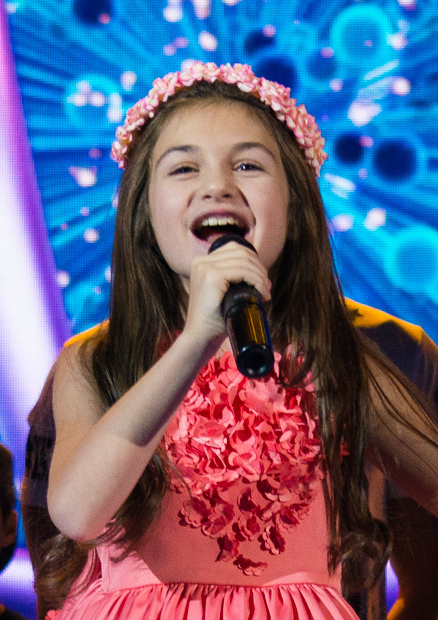
Krisija Todorowa beim Junior Eurovision Song Contest 2015

Krisija Marinowa Todorowa (bulgarisch Крисия Маринова Тодорова) (* 1. Juni 2004 in Warna) ist eine bulgarische Sängerin. Zusammen mit den Pianisten Hasan & Ibrahim vertrat sie ihr Heimatland beim Junior Eurovision Song Contest 2014 auf Malta und erreichte dort den zweiten Platz.

## Leben
Als neunjährige Schülerin fiel Todorowa im Dezember 2013 in einem Talentwettbewerb beim Bulgarischen Fernsehsender BTV auf, wo sie zuerst das Lied Listen von Beyoncé sang. Die Aufzeichnung ihres Auftritts wurde innerhalb weniger Tage mehr als 100.000 Mal im Internet abgerufen und über 32 Millionen Mal bis April 2016. Vorher hatte Krisija Todorowa bereits eine dreijährige musikalische Ausbildung absolviert und war erstmals im Alter von drei Jahren öffentlich aufgetreten.
Im Juni 2014 sang Todorowa live vor 42.000 Zuschauern des UEFA-Europa-League-Viertelfinalspiels zwischen Rasgrad und Valencia im Wassil-Lewski-Nationalstadion in Sofia. Es folgten Einladungen in sämtliche wichtigen Shows und Sendungen des bulgarischen Fernsehens, Interviews, Auftritte und Tonaufnahmen und schließlich die Nominierung als Vertreterin Bulgariens beim Junior Eurovision Song Contest 2014.
Am 21. Mai 2021 erschien mit ihrem Videoclip "Samo Dnes" (deutsch "Nur heute") der erste bulgarischsprachige Beitrag auf dem YouTube-Kanal von DisneyMusicVEVO.
Neben ihrer Ausbildung covert Krisija Todorowa insbesondere Lieder von Beyoncé, Christina Aguilera, Céline Dion, Tina Turner und Whitney Houston sowie von den bulgarischen Sängerinnen Maria Ilijewa und Mariana Popowa.
Krisija wurde als Kind von Swilena Detschewa im Rasgrader Kinderzentrum unterrichtet und besuchte später die   National-Musikschule „Lyubomir Pipkov“ in Sofia. Derzeit besucht sie die Nationale Kunsthochschule in Warna.